# 鳥居清政 (享保年間)
鳥居 清政（とりい きよまさ、生没年不詳）とは江戸時代の浮世絵師である。

## 来歴
鳥居派の絵師と推定される。鳥居清政と号して享保初期に墨摺絵を描いている。享保1年（1716年）閏2月の市村座の芝居『大系図繋馬』に取材した、うき島妹大くら役での小間物売姿かとみられる細判の墨摺絵「市村玉柏の絵草紙売」1点のみが知られる。「市村玉柏の絵草紙売」には「鳥居清政筆」の落款がある。